# Кинкалоу
Кинкалоу (англ. Kinkalow) — порода кошек, выведенная в результате скрещивания манчкинов и американских керлов. Кинкалоу отличаются загнутыми ушами и короткими лапами.

## История

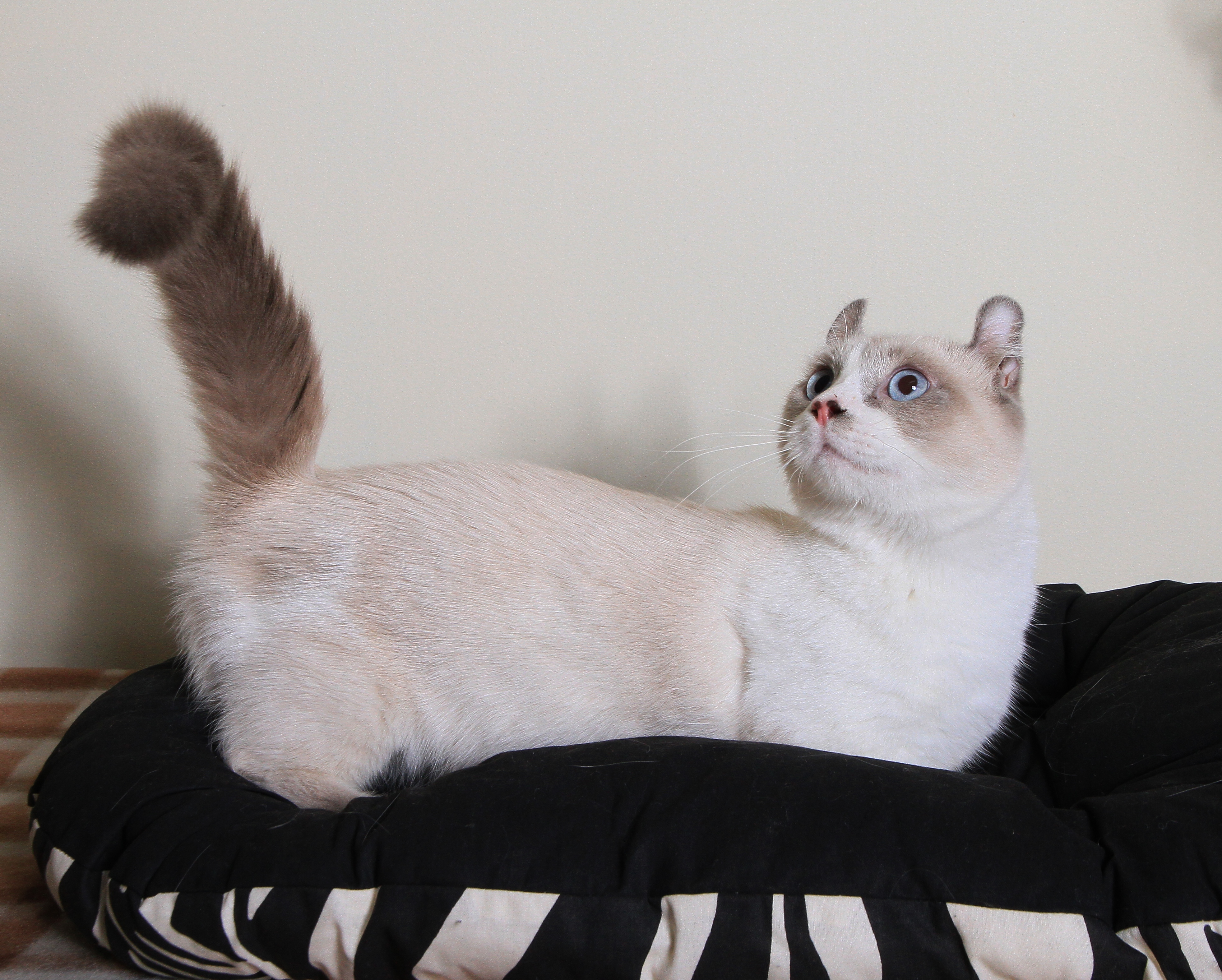
American boy Russia

Порода появилась на свет почти случайно. Американец Терри Харрис пытался вывести кошек с короткими лапками, и у него это получилось в результате скрещивания американских кёрлов и манчкинов. Порода была зарегистрирована в 1997 году Ассоциацией TICA, а всего в мире насчитывается лишь несколько десятков кошек-кинкалоу.

## Описание
Кошки этой породы имеют клиновидную голову, крепкое, довольно массивное тело и очень длинный хвост. Короткие лапы и загнутые уши придают кошке настороженный вид.

## Окрас
Кинкалоу бывают самыми разными, в том числе однотонными с блестящей шерстью, табби и колорпойнтами.

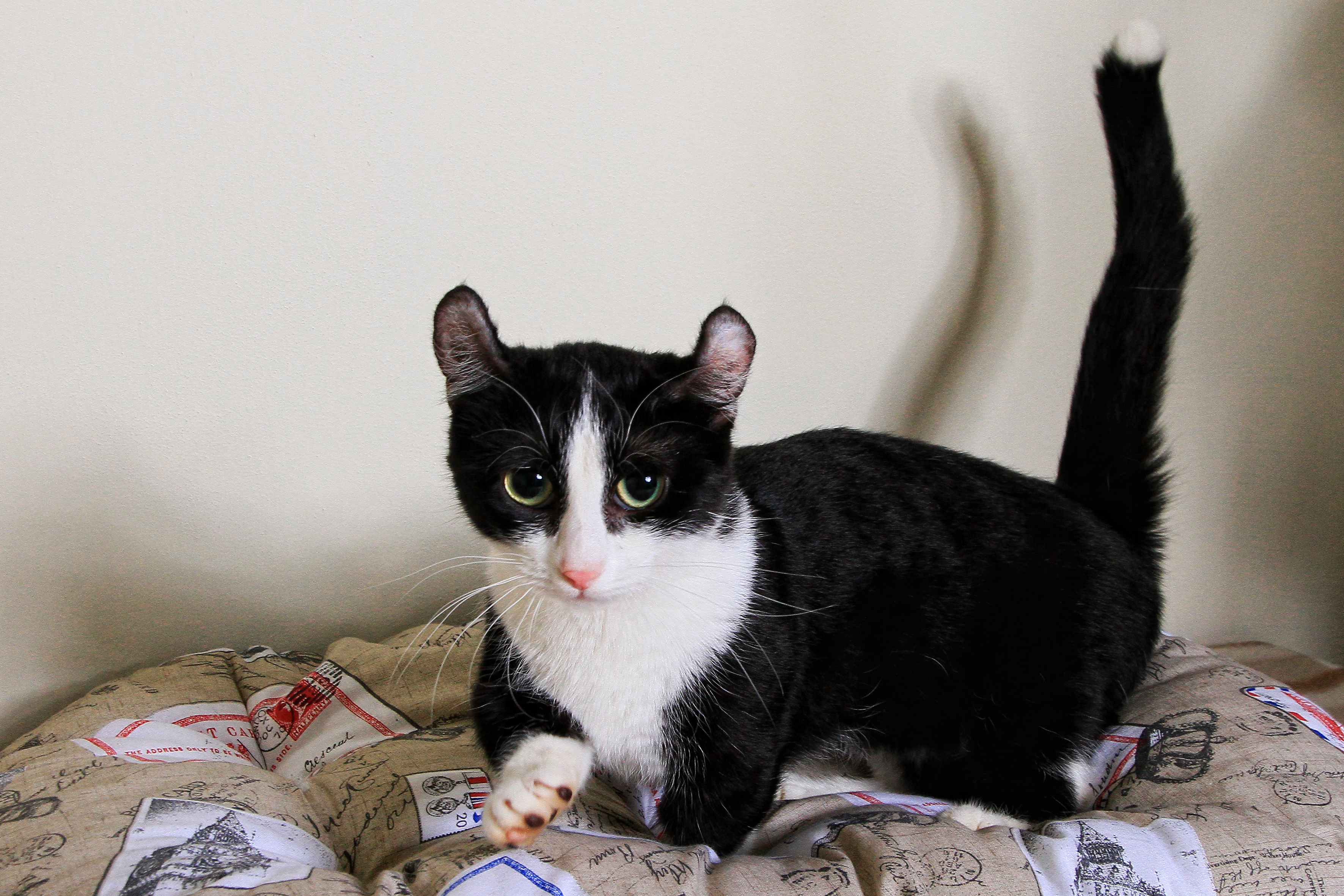
Abbskatz Tinkerbella Russia

## Характеристики
Характер: дружелюбные, спокойные
Особенности: общительные и очень ласковые, любопытные и внимательные — всегда наблюдают за происходящим. Любят играть в прятки.

## Содержание
Уход: регулярный.
Кинкалоу обладают крепким здоровьем, выносливостью, неприхотливы в уходе. Не стоит экспериментировать и оставлять этих кошечек на улице без присмотра — из-за своих коротких лапок они не смогут убежать от обидчиков или машин. Средняя продолжительность жизни питомца этой породы 10-15 лет, а при правильном и хорошем уходе кинкалоу могут дожить и до 18-20 лет.

## Разведение
При рождении у всех котят уши нормальные, но у некоторых они через десять дней начинают загибаться, что позволяет отличить кинкалоу от других кошек.

## Кинкалоу в России
Пока в мире насчитывается несколько десятков представителей этой породы. В России разведением кинкалоу занимается один из московских питомников.